# Bahnhof Oberwald
Der Bahnhof Oberwald ist ein Knotenpunkt des Regionalverkehrs im Kanton Wallis.

## Lage
Der von der Matterhorn-Gotthard-Bahn betriebene Bahnhof befindet sich auf 1368 m ü. M. bei der Ortschaft Oberwald im Nordosten des Bezirks Goms. Oberwald war bis 2008 eine eigenständige Gemeinde des Kantons Wallis und ging auf den 1. Januar 2009 in der neuen Gemeinde Obergoms auf. Zu Obergoms gehört auch die Ortschaft Gletsch in der Nähe des Rhonegletschers, die in der Verkehrgeografie der Region Oberwald ebenfalls eine grosse Bedeutung hat.

## Geschichte
1914 eröffnete die Compagnie Suisse du Chemin de fer de la Furka (Brig-Furka-Disentis) (BFD) den Bahnhof Oberwald als eine Station an der Bahnlinie von Brig nach Gletsch, die 1925 von der Furka-Oberalp-Bahn übernommen wurde. Diese nahm 1926 den durchgehenden Bahnbetrieb von Brig über Oberwald und Gletsch nach Andermatt im Kanton Uri und Disentis im Kanton Graubünden auf. Die Bergstrecke vom Bahnhof Oberwald nach Gletsch und zum Furka-Scheiteltunnel war für den Zahnradbetrieb angelegt. 1942 liess die Furka-Oberalp-Bahn die Strecke mit einer Oberleitung elektrifizieren.

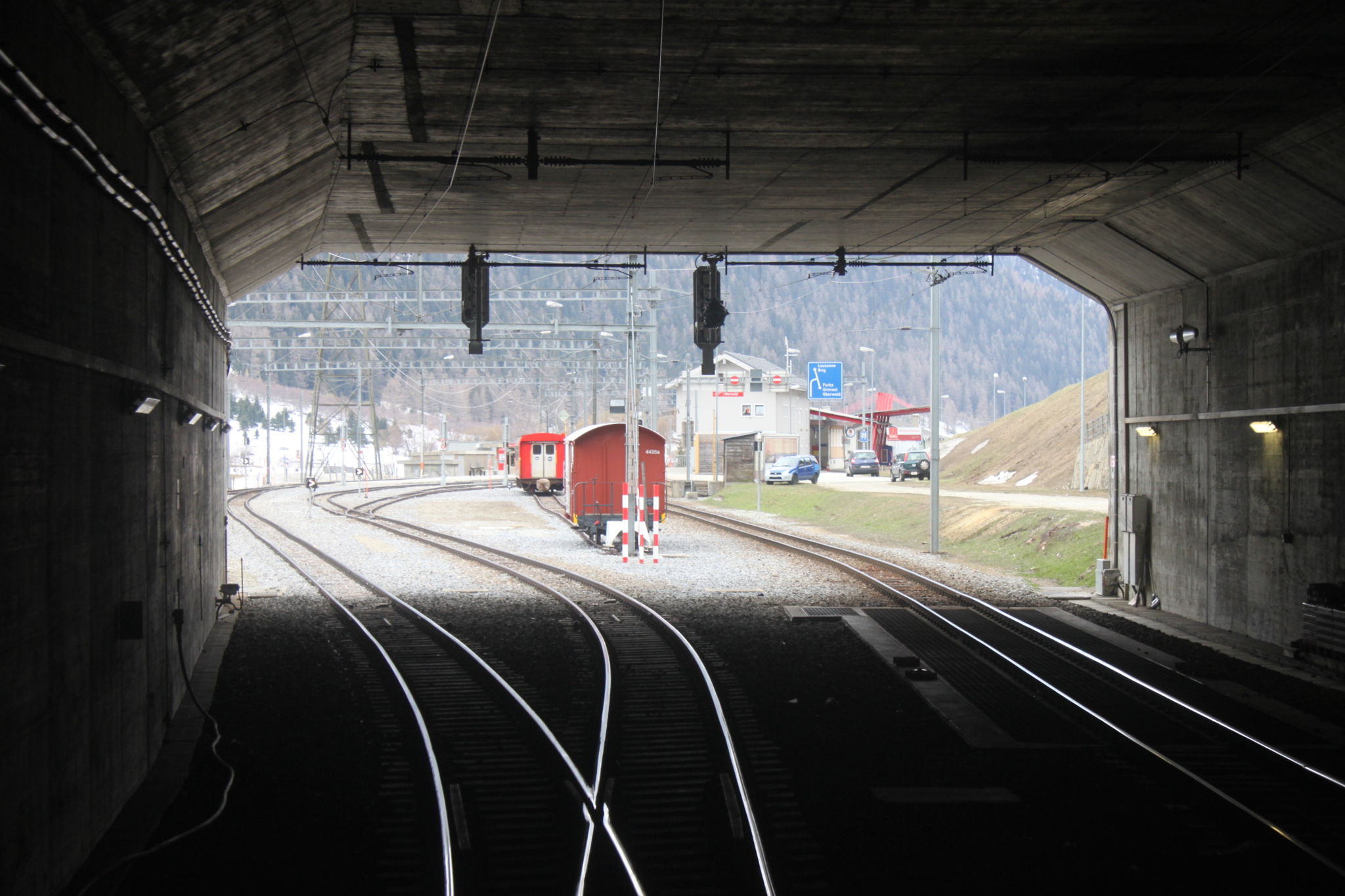
Sicht auf die Station aus dem Umgehungstunnel Oberwald (2012)

Um den im Winter wegen Lawinengefahr geschlossenen Streckenabschnitt über den Furkapass durch eine wintersichere Verbindung nach Andermatt abzulösen, wurde von 1973 bis 1982 der Furka-Basistunnel gebaut. Vom Bahnhof Oberwald führt die neue, 2 km lange Zufahrtstrecke durch einen Tunnel und je eine Brücke über die Rhone und die Goneri zum westlichen Tunnelportal, das nordöstlich von der Ortschaft Oberwald am Fuss des Tällistocks auf 1358 m ü. M. liegt. Der 15,38 km lange Furka-Basistunnel wurde am 26. Juni 1982 eröffnet.
Durch den Basistunnel richtete die Furka-Oberalp-Bahn den Autoverlad mit Pendelzügen zwischen Oberwald und Realp ein. Damit ist das Wallis mit Motorfahrzeugen vom Kanton Uri aus auch im Winter erreichbar.
Beim Bahnhof Oberwald ist ein Rettungszug für den Furka-Basistunnel stationiert.

## Furka-Bergstrecke

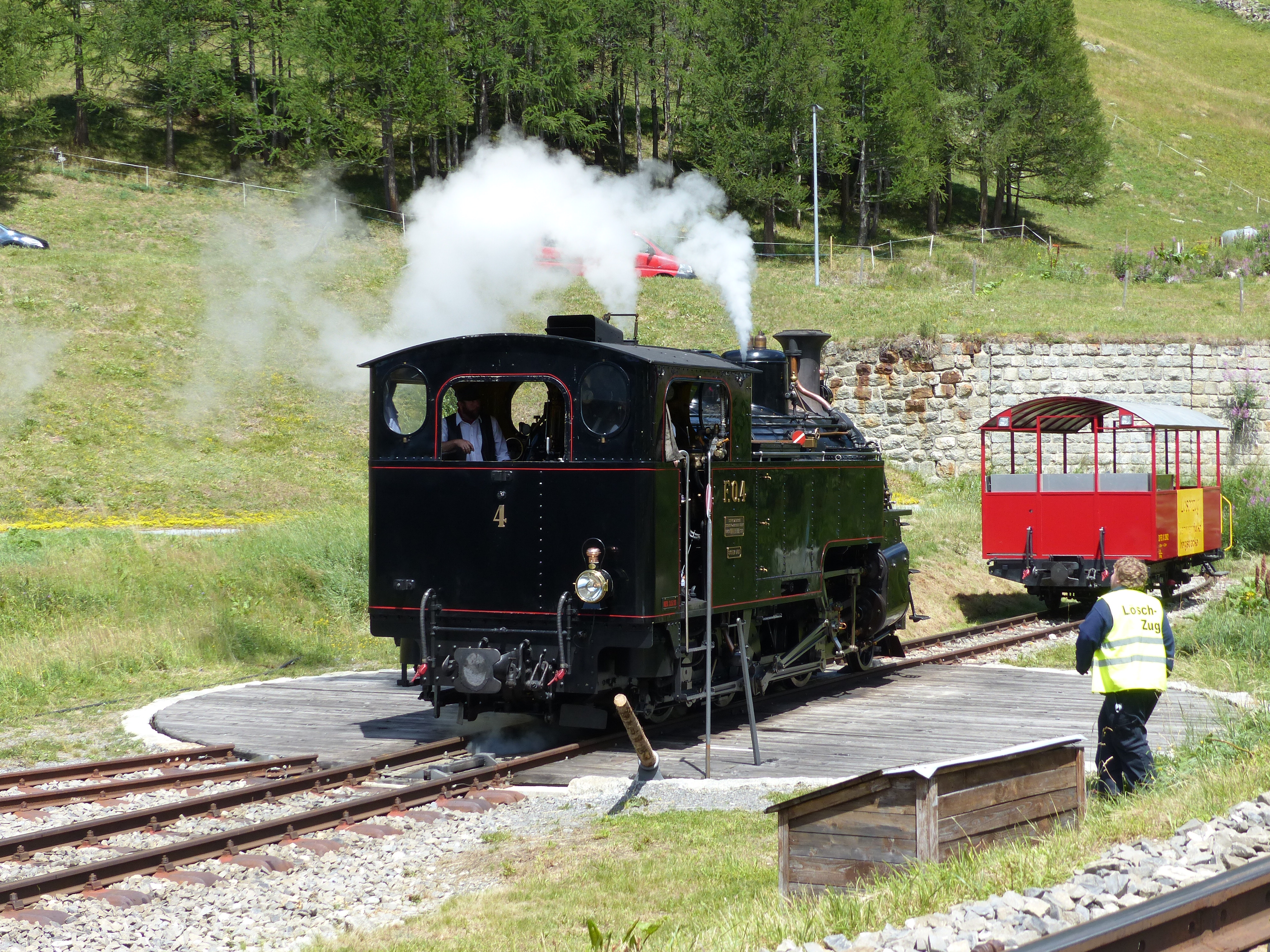
Drehscheibe der DFB beim Bahnhof Oberwald

Die alte Bergstrecke über Gletsch war am 11. Oktober 1981 letztmals von einem Zug der Furka-Oberalp-Bahn befahren und danach vor dem Wintereinbruch stillgelegt worden. Verschiedene Abschnitte und besonders die Strassenübergänge wurden danach zurückgebaut. Vor dem vollständigen Verschwinden aller Anlagen der von der Furka-Oberalp-Bahn nicht mehr benötigten Linie über den Furkapass nach Realp begannen der 1983 gegründete Verein Furka-Bergstrecke und die 1985 gebildete Gesellschaft Dampfbahn Furka-Bergstrecke (DFB) die Wiederaufnahme des Betriebs auf dem alten Trassee zu planen und vorzubereiten. Seit 1992 nahm die DFB etappenweise den Fahrbetrieb auf den erneuerten Streckenabschnitten mit historischen Dampfzügen auf. Am 12. August 2010 begann auch der Bahnverkehr vom Bahnhof Oberwald nach Gletsch wieder. Seither treffen sich im Bahnhof Oberwald so wie auch im Bahnhof Realp die beiden Linien der MGB und der DFB. Das Wenden der DFB-Dampflokomotiven am westlichen Endpunkt der Bergstrecke geschieht auf einer kleinen Drehscheibe beim Bahnhof Oberwald.

## Güterverkehr

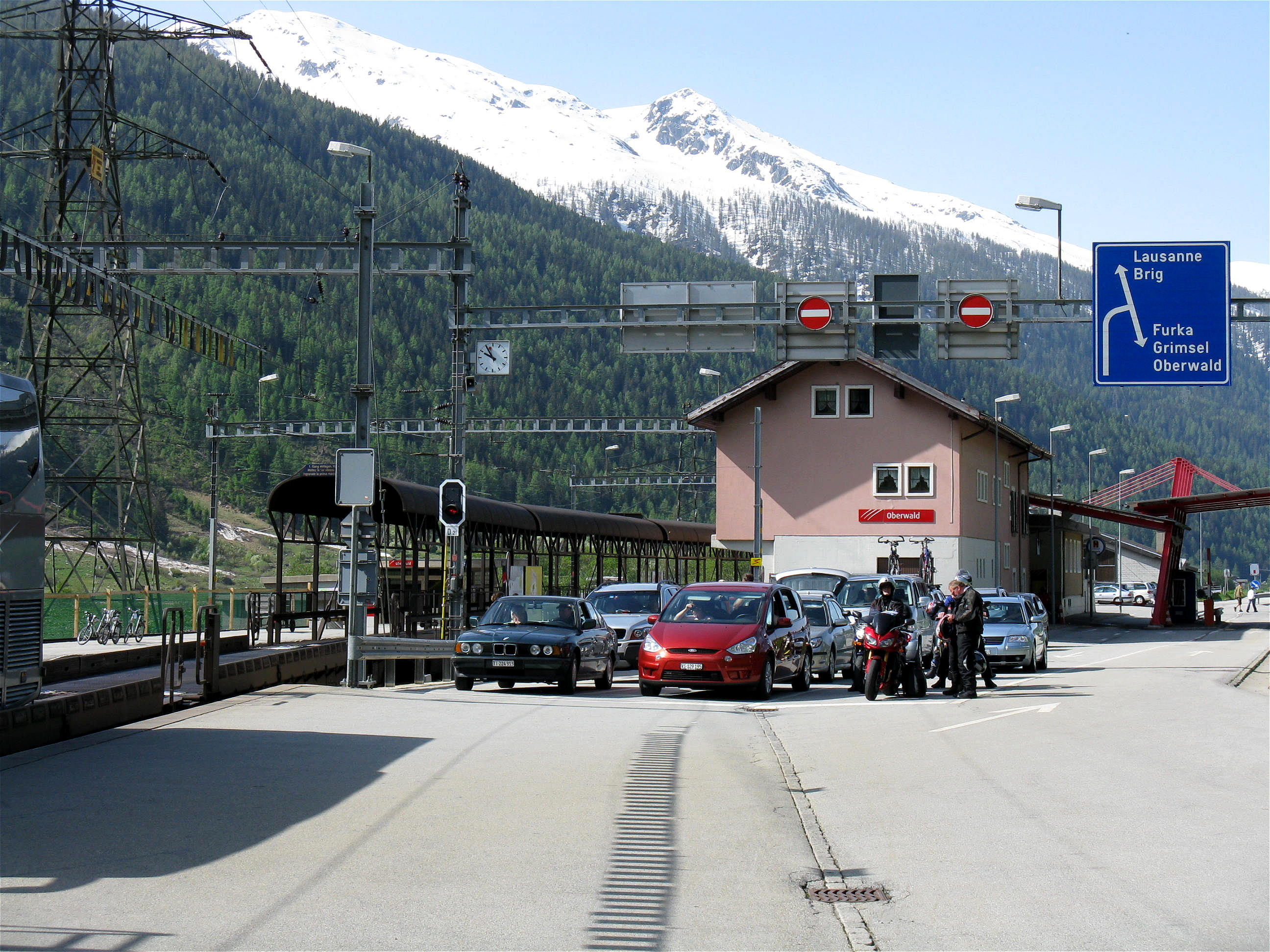
Autoverlad beim Bahnhof Oberwald (2009)

Stationsgebäude (1974)

Neben dem Personenverkehr bedient auch der Gütertransport auf der Schiene den Bahnhof Oberwald. Eine ausserordentliche Funktion für den Güterumschlag erhielt der Bahnhof in den 1950er Jahren beim Bau des Oberaar-Staudammes. Für den Zementtransport auf die Baustelle im Oberaartal bauten die Kraftwerke Oberhasli eine Werkseilbahn vom Bahnhof Oberwald, wo die Güterzüge entladen wurden, über den Aargrat.

## Postauto
Beim Bahnhof Oberwald befindet sich der Ausgangspunkt der Postautolinien über den Grimselpass nach Meiringen (Grimselpass-Linie, Strecke 161), den Furkapass nach Andermatt (Furkapass-Linie, Strecke 681), und den Nufenenpass nach Airolo (Nufenenpass-Linie, Strecke 111).

## Grimseltunnel
Mit dem geplanten Grimseltunnel soll in zwei parallelen Stollen einerseits eine Bahnverbindung vom Bahnhof Oberwald nach Guttannen und Innertkirchen im Berner Oberland und andererseits eine unterirdische Hochspannungsleitung durch das Aarmassiv entstehen. Damit erhält der Bahnhof Oberwald eine noch grössere Bedeutung als Knotenpunkt im Streckennetz des öffentlichen Verkehrs.